# 東京都幼稚園の廃園一覧
東京都幼稚園の廃園一覧（とうきょうとようちえんのはいえんいちらん）は、東京都内の廃園になった幼稚園の一覧。対象となるのは、学制改革（1947年）以降に廃園となった幼稚園、および分園である。園名は廃園当時のもの。廃園時に幼稚園が所在していた自治体がその後合併により消滅している場合は、現行の自治体に含める。また現在休園中の都内の幼稚園（分園）も、その多くは実質上廃園となっているため参考として記載する。

## 公立幼稚園

### 特別区

#### 千代田区
- 東京都千代田区立神竜幼稚園（1966年神田幼稚園へ統合）[1]
- 東京都千代田区立神田幼稚園（1993年千桜幼稚園および永田町幼稚園の一部と統合し千代田区立千代田幼稚園へ）[1]
- 東京都千代田区立千桜幼稚園（1993年神田幼稚園および永田町幼稚園の一部とと統合し千代田幼稚園へ）[1]
- 東京都千代田区立今川幼稚園（1993年佐久間幼稚園と統合し千代田区立和泉幼稚園へ）[2]
- 東京都千代田区立佐久間幼稚園（1993年今川幼稚園と統合し和泉幼稚園へ）[2]
- 東京都千代田区立麹町幼稚園〈初代〉（1993年永田町幼稚園と統合し千代田麹町幼稚園となり、1994年千代田区立麹町幼稚園〈2代目〉へ改称）[3]
- 東京都千代田区立永田町幼稚園（1993年麹町幼稚園〈初代〉と統合し千代田麹町幼稚園となり、1994年麹町幼稚園〈2代目〉へ改称）[3]
- 千代田区立和泉幼稚園（2002年いずみ保育園と統合し千代田区立いずみこども園へ）[2][4]
- 千代田区立富士見幼稚園（2010年飯田橋保育園と統合し千代田区立ふじみこども園へ）[5]

#### 中央区
- 東京都中央区立鉄砲洲幼稚園（1993年京班華幼稚園と統合し中央区立中央幼稚園〈当時：東京都中央区立〉へ）[6]
- 東京都中央区立京班華幼稚園（1993年鉄砲洲幼稚園と統合し中央幼稚園へ）[6]
- 中央区立阪本幼稚園（2021年廃園、渋谷教育学園阪本こども園へ移行）[7]
- 中央区立昭和幼稚園（2023年廃園[8]、東京児童協会昭和こども園へ移行）[9]

#### 港区
- 港区立鞆絵幼稚園（1987年休園、1991年廃園）[10]
- 港区立桜田幼稚園（1988年休園、1991年廃園）[11]
- 港区立竹芝幼稚園（1989年）[12]
- 港区立赤坂幼稚園（1991年休園、1992年廃園）[13]
- 港区立氷川幼稚園（1993年）[14]
- 港区立西桜幼稚園（1996年）[15]
- 港区立南海幼稚園（2000年休園、2003年廃園）[16]
- 港区立東町幼稚園（2000年休園、2003年廃園）[17]
- 港区立飯倉幼稚園（2001年休園、2003年廃園）[18]
- 港区立青葉幼稚園（2001年休園、2003年廃園）[19]
- 港区立神明幼稚園（2003年休園、同年8月31日廃園）[20]
- 港区立芝幼稚園（2005年休園、2007年廃園）[21]
- 港区立神応幼稚園（2005年休園、2007年廃園）[22]
- 港区立笄幼稚園（2005年休園、2007年廃園）[23]

#### 新宿区
- 東京都新宿区立淀橋第二幼稚園（1985年休園、1986年廃園[24]）
- 東京都新宿区立四谷第五幼稚園（1994年休園、1995年廃園）
- 東京都新宿区立淀橋第一幼稚園（1994年休園、1997年淀橋第七幼稚園と統合し柏木幼稚園へ）
- 東京都新宿区立淀橋第三幼稚園（1994年休園、1997年淀橋第六幼稚園と統合し西新宿幼稚園へ）
- 東京都新宿区立原町幼稚園（1996年休園、1998年廃園）
- 東京都新宿区立淀橋第七幼稚園（1997年淀橋第一幼稚園と統合し柏木幼稚園へ）
- 東京都新宿区立淀橋第六幼稚園（1997年淀橋第三幼稚園と統合し西新宿幼稚園へ）
- 新宿区立江戸川幼稚園（1997年休園）[25]
- 新宿区立四谷第一幼稚園（1998年休園、2002年廃園）
- 新宿区立富久幼稚園（1999年休園）[25]
- 新宿区立天神幼稚園（2000年休園、2005年廃園）[26]
- 新宿区立落合第二幼稚園（2000年休園）[25]
- 新宿区立戸塚第三幼稚園[25]（2003年休園）
- 新宿区立落合第一幼稚園（2006年休園、2012年8月1日廃園）
- 新宿区立四谷第三幼稚園（2007年四谷第四幼稚園、三栄町保育園と統合し新宿区立四谷子ども園へ）[27]
- 新宿区立四谷第四幼稚園（2007年四谷第三幼稚園、三栄町保育園と統合し新宿区立四谷子ども園へ）[27]
- 新宿区立落合第六幼稚園（2008年休園）[25]
- 新宿区立愛日幼稚園（2010年中町保育園と統合し新宿区立あいじつ子ども園へ）[28]
- 新宿区立西新宿幼稚園（2011年西新宿保育園と統合し新宿区立西新宿子ども園へ）[29]
- 新宿区立柏木幼稚園（2011年北新宿第一保育園と統合し新宿区立柏木子ども園へ）[30]
- 新宿区立落合第五幼稚園（2012年中井保育園と統合し新宿区立おちごなかい子ども園へ）[31]
- 新宿区立戸山幼稚園（2013年休園）
- 新宿区立東戸山幼稚園（2014年廃園[32]、民営化され認定こども園ChaCha Children Higashitoyamaへ移行[33]）
- 新宿区立戸塚第一幼稚園（2015年休園）[25]

#### 文京区
- 東京都文京区立西片幼稚園（1996年）[34]
- 東京都文京区立駕籠町幼稚園（1998年）[35]
- 東京都文京区立汐見幼稚園（2000年）
- 文京区立湯島幼稚園（2025年文京区立認定こども園元町幼稚園へ移行）[36][37]

#### 台東区
- 台東区立松葉幼稚園（2001年）
- 台東区立石浜幼稚園（2008年台東区立橋場保育園と統合し石浜橋場こども園へ）[38]
- 台東区立済美幼稚園（2010年）[39]
- 台東区立台東幼稚園（2014年）

#### 墨田区
- 墨田区立曳舟幼稚園（2023年）[40]
- 墨田区立八広幼稚園（2025年）[41]

#### 江東区
- 江東区立第四大島幼稚園（1997年休園、同年8月1日廃園）[注釈 1]
- 江東区立第二辰巳幼稚園（1998年辰巳幼稚園へ統合）[43]
- 江東区立浅間幼稚園（2000年）[44]
- 江東区立さくら幼稚園（2000年すみれ幼稚園と統合し江東区立みどり幼稚園へ）[45]
- 江東区立すみれ幼稚園（2000年さくら幼稚園と統合しみどり幼稚園へ）[45]
- 江東区立あやめ幼稚園（2001年）[46]
- 江東区立かもめ幼稚園（2001年）[46]
- 江東区立第三砂町幼稚園（2001年）[46]
- 江東区立小名木川幼稚園（2022年）[47]
- 江東区立もみじ幼稚園（2022年）[47]
- 江東区立川南幼稚園（2023年休園[48]、同年9月30日廃園[49]）
- 江東区立ちどり幼稚園（2024年）[50]
- 江東区立第一亀戸幼稚園（2025年）[51]
- 江東区立辰巳幼稚園（2025年休園）[51]

#### 品川区
- 品川区立伊藤幼稚園（2025年）[52]

#### 目黒区
- 目黒区立みどりがおか幼稚園（2013年目黒区立みどりがおかこども園へ移行）[53]
- 目黒区立げっこうはら幼稚園（2014年目黒区立げっこうはらこども園へ移行）[54]
- 目黒区立ふどう幼稚園（2014年）[55]
- 目黒区立からすもり幼稚園（2014年）[55]

#### 大田区
- 東京都大田区立東糀谷幼稚園（1989年）
- 大田区立大森第四幼稚園（2009年）
- 大田区立梅田幼稚園（2009年）[56]
- 大田区立千鳥幼稚園（2009年）
- 大田区立松仙幼稚園（2009年）[57]
- 大田区立羽田幼稚園（2009年）
- 大田区立萩中幼稚園（2009年） [58]
- 大田区立西六郷幼稚園（2009年）
- 大田区立蒲田幼稚園（2009年）
- 大田区立新宿幼稚園（2009年）[59]

※大田区は区立幼稚園を2009年3月31日をもって全廃。

#### 世田谷区
- 東京都世田谷区立城山幼稚園（1995年ほっとスクール城山へ転換）[61]
- 世田谷区立下馬幼稚園（2000年民営化され[61]杉の子保育会下馬鳩ぽっぽ保育園へ転換）
- 世田谷区立旭幼稚園（2007年民営化され[61]青葉学園野沢こども園へ移行）
- 世田谷区立羽根木幼稚園（2007年民営化され[61]羽根木こども園へ移行）
- 世田谷区立塚戸幼稚園（2019年民営化され認定こども園世田谷ベアーズへ移行）[62]

#### 渋谷区
- 渋谷区立大向幼稚園（2000年）
- 渋谷区立鳩森幼稚園（2001年）[63]
- 渋谷区立幡代幼稚園（2002年）
- 渋谷区立西原幼稚園（2014年）[64]
- 渋谷区立本町幼稚園（2025年廃園[65]、渋谷教育学園渋谷本町こども園へ移行[66]）

#### 中野区
- 中野区立やよい幼稚園（2010年民営化され[67]やよいこども園へ）
- 中野区立みずのとう幼稚園（2010年民営化され[67]やはたみずのとう幼稚園へ）

#### 杉並区
- 杉並区立方南幼稚園（2003年堀ノ内幼稚園へ統合）[68]
- 杉並区立堀ノ内幼稚園（2010年杉並区立堀ノ内子供園へ移行）[69]
- 杉並区立下高井戸幼稚園（2010年杉並区立下高井戸子供園へ移行）[70]
- 杉並区立高円寺北幼稚園（2011年杉並区立高円寺北子供園へ移行）[71]
- 杉並区立成田西幼稚園（2011年杉並区立成田西子供園へ移行）
- 杉並区立高井戸西幼稚園（2013年杉並区立高井戸西子供園へ移行）[72]
- 杉並区立西荻北幼稚園（2013年杉並区立西荻北子供園へ移行）[73]

#### 北区
- 北区立おうしょう幼稚園（2001年）
- 北区立とよかわ幼稚園（2011年）
- 北区立ほりふな幼稚園（2017年）
- 北区立さくらだ幼稚園（2017年北区立さくらだこども園へ移行）[74]
- 北区立ふくろ幼稚園（2022年休園）[75][76]
- 北区立うめのき幼稚園（2025年じゅうじょうなかはら幼稚園と統合し北区立うめのきなかよしこども園へ）[76]
- 北区立じゅうじょうなかはら幼稚園（2025年うめのき幼稚園と統合しうめのきなかよしこども園へ）[76]
- 北区立たきさん幼稚園（2025年休園）[76][77]

#### 荒川区
- 荒川区立峡田幼稚園（2000年）[78]
- 荒川区立南千住幼稚園（2000年）[78]
- 荒川区立南千住第三幼稚園（2025年）[79]
- 荒川区立尾久幼稚園（2025年）[79]
- 荒川区立東日暮里幼稚園（2025年）[79]

#### 板橋区
- 板橋区立新河岸幼稚園（2021年板橋区立高島幼稚園へ統合）[80]

#### 練馬区
- 練馬区立光が丘あかね幼稚園（2014年）[81]
- 練馬区立光が丘わかば幼稚園（2014年[81]。2016年社会福祉法人三祉会 光が丘わかば保育園へ転換）

#### 足立区
- 足立区立関屋幼稚園（2002年）
- 足立区立江北幼稚園（2002年）
- 足立区立大谷田幼稚園（2004年足立区立おおやた幼保園へ[82]、2012年足立区立おおやたこども園へ[83]）
- 足立区立元宿幼稚園（2012年足立区立元町保育園と統合し足立区立元宿こども園へ）[83]
- 足立区立鹿浜幼稚園（2012年足立区立鹿浜保育園と統合し足立区立鹿浜こども園へ）[83]

#### 葛飾区
- 葛飾区立飯塚幼稚園（2021年）[84]
- 葛飾区立水元幼稚園（2025年葛飾区立北住吉幼稚園へ統合）[85]

#### 江戸川区
- 江戸川区立松江幼稚園（2007年）
- 江戸川区立小岩第一幼稚園（2012年）[86]
- 江戸川区立鹿本幼稚園（2014年）
- 江戸川区立篠崎幼稚園（2017年）
- 江戸川区立小松川幼稚園（2019年）[87]

### 武蔵野市
- 武蔵野市立境幼稚園（2011年跡地に武蔵野市子ども協会境こども園が開園）[88]

### 三鷹市
- 三鷹市立ひがしだい幼稚園（1998年）[89]
- 三鷹市立むらさき幼稚園（1999年）[89]
- 三鷹市立大沢台幼稚園（2005年三鷹市立大沢台保育園へ転換）[90]
- 三鷹市立ちどり幼稚園（2006年三鷹ちどりこども園へ移行）[91]
- 三鷹市立こじか幼稚園（2007年）[91]

### 府中市
- 府中市立矢崎幼稚園（2019年）[92]
- 府中市立小柳幼稚園（2021年）[92]
- 府中市立みどり幼稚園（2023年）[92]

### 日野市
- 日野市立第六幼稚園（2002年日野市立第七幼稚園へ統合）[93]
- 日野市立第一幼稚園（2005年日野市立第五幼稚園へ統合）[93]
- 日野市立第三幼稚園（2017年日野市立第四幼稚園へ統合）[93]
- 日野市立第五幼稚園（2021年日野市立第四幼稚園へ統合）[93]

### 東久留米市
- 東久留米市立大道幼稚園（2009年）[94]
- 東久留米市立上の原幼稚園（2009年）[94]
- 東久留米市立下里幼稚園（2009年）[94]

### 多摩市
- 多摩市立多摩幼稚園（2007年）[95]

## 私立幼稚園

### 特別区

#### 中央区
- 聖ヨゼフ幼稚園（2007年[96]）

#### 新宿区
- 四谷姫百合幼稚園（1967年[97]）
- 四谷たちばな幼稚園（1999年）
- 目白学園幼稚園（2000年）[98]
- 赤城幼稚園（2008年）[99]
- 自證院あやめ幼稚園（2002年）
- 淀橋幼稚園（2014年）[100]

#### 文京区
- 阿部幼稚園（1973年）[101]
- 響美幼稚園（1993年）[101]
- 諸聖徒幼稚園（2015年）[102]

#### 台東区
- 明和学園幼稚園
- 慈愛幼稚園

#### 墨田区
- ひなどり幼稚園

#### 江東区
- 文教幼稚園（不明）[105]

#### 品川区
- 聖美幼稚園
- とごし幼稚園（2024年）[106]

#### 目黒区
- 原町幼稚園（1989年休園、2021年廃園）[107]
- 宗教法人東光寺附属東光寺幼稚園（2020年）[108]
- 若水幼稚園（2024年）[109]

#### 大田区
- ひめゆり幼稚園（不明）[110]
- 小鳩幼稚園（2022年）[111]

#### 世田谷区
- ばら幼稚園
- つるまき幼稚園（2010年）
- ファチマのマリア幼稚園（2016年）[112]
- 中原幼稚園（2018年）[113]
- 鈴蘭幼稚園(2025年)
- 泰成幼稚園(2025年)[114]
- 世田谷幼稚園(2028年)

#### 渋谷区
- たちばな幼稚園
- 小鳩幼稚園
- 関東国際学園すみれ幼稚園（2006年）
- 松濤幼稚園（2010年）

#### 中野区
- ほりこし幼稚園
- ひかり幼稚園
- 鷺宮学園幼稚園（2014年休園）[115]
- 中野ひまわり幼稚園（2016年認可保育園オンビーノスクエア野方〈2017年開園〉へ移行）[116]
- 日本ナザレン教団中野教会附属幼稚園（2023年）[117]
- 中野小鳩幼稚園(2025年)[118]

#### 杉並区
- 清風幼稚園
- 天沼日の丸幼稚園（2003年）
- 西田幼稚園（2014年）
- 日の丸幼稚園（2017年ひのまるキッズガーデンへ移行）[119]
- 双百合幼稚園（2018年）[120]
- 立教女学院短期大学附属幼稚園天使園（2019年）[121]
- 左内坂幼稚園（2022年4月27日）[122]
- 角笛幼稚園(2024年)[123]
- 裕和幼稚園(2025年)[124]

#### 豊島区
- 双葉幼稚園（不明）[125]
- 十文字幼稚園（2006年）[126]
- 豊島幼稚園（2010年）
- 立教女学院短期大学附属幼稚園天使園（2019年[127]）
- 要町幼稚園〈旧〉（2015年幼稚園型認定こども園要町幼稚園〈新〉へ移行）[128]

#### 北区
- みどり幼稚園（2005年）

#### 板橋区
- 氷川幼稚園（2004年）
- 見次幼稚園（2008年）
- 瑞法幼稚園（2009年）[129]
- 大谷口幼稚園（2012年）
- 板橋わかくさ幼稚園（2016年[130]）
- 中台幼稚園（2017年）[131]
- 東京家政大学附属みどりケ丘幼稚園〈旧〉（2019年幼稚園型認定こども園東京家政大学附属みどりケ丘幼稚園〈新〉へ移行）[132]

#### 練馬区
- 関めぐみ幼稚園
- 桜台幼稚園
- みずほ第二幼稚園（1979年）
- 練馬いずみ幼稚園（1990年頃に廃園。跡地には「老人ホーム 光陽苑」が1991年4月1日に開設）
- 大泉双葉幼稚園（2017年）[133]
- 中新井幼稚園（2020年）[134]

#### 足立区
- 梅田小鳩幼稚園
- 藤井幼稚園
- 伊興幼稚園
- カトレア幼稚園
- 舎人幼稚園〈初代〉（2009年認定こども園舎人幼稚園〈2代目〉へ移行）[135]
- 足立たちばな幼稚園（2014年）
- 保木間幼稚園（2018年）[136]
- 黒田幼稚園（2022年）[137]
- 聖フランシスコ幼稚園(2024年)[138]
- 認定こども園舎人幼稚園〈2代目〉(2025年)[135]
- 満願寺幼稚園(2025年)
- 花畑八千代幼稚園(2025年)

#### 葛飾区
- しらかば幼稚園
- みどりかげ幼稚園
- 明昭幼稚園（2023年幼保連携型認定こども園めいしょう幼稚園へ移行）[139]
- 葛飾しらゆり学園幼稚園(2025年)

#### 江戸川区
- マヤ幼稚園（2017年）[140]
- 江戸川仲町幼稚園（2017年）[141]
- 江戸川こざくら幼稚園（2023年）[142]

### 八王子市
- 夕やけ幼稚園（2009年）
- 呑龍幼稚園
- みころも幼稚園〈旧〉（2007年認定こども園みころも幼稚園〈新〉へ移行）[143]
- 永明院ルンビニ幼稚園（2019年休園、2021年廃園）[107]
- 高尾幼稚園〈旧〉（2023年幼保連携型認定こども園高尾幼稚園へ移行）[144]

### 立川市
- 立川平和幼稚園

### 武蔵野市
- 泉幼稚園（2006年）[145]
- 樫の実幼稚園〈旧〉(2025年幼保連携型認定こども園樫の実幼稚園〈新〉へ移行)[146]

### 三鷹市
- 愛泉幼稚園
- 三鷹幼稚園（2024年）[147]

### 青梅市
- 四恩幼稚園〈旧〉（2021年幼稚園型認定こども園四恩幼稚園〈新〉へ移行）[148]
- 幼稚園型認定こども園ねむのき幼稚園(2025年)[149]

### 昭島市
- 啓明学園幼稚園(2025年)[150]
- 栗ノ沢幼稚園(2025年)[151]

### 調布市
- 東京緑ヶ丘幼稚園（2020年10月31日）[152]
- 調布るんびに幼稚園（2022年4月30日）[152]

### 町田市
- 鶴川団地坂下幼稚園
- 本町田幼稚園
- 旭ヶ丘幼稚園
- 町田第二こばと幼稚園（1993年）[153]
- みのり幼稚園（2005年)
- 開進幼稚園〈旧〉（2008年幼稚園型認定こども園開進幼稚園〈新〉へ移行）[154]
- 町田自然幼稚園〈旧〉（2015年認定こども園町田自然幼稚園〈新〉へ移行）[155]
- 正和幼稚園〈旧〉（2015年幼稚園型認定こども園正和幼稚園となり[155]、2022年幼保連携型認定こども園正和幼稚園〈新〉へ移行[156]）
- さふらん幼稚園〈旧〉（2015年幼保連携型認定こども園さふらん幼稚園〈新〉へ移行）[157]
- きそ幼稚園〈旧〉（2019年幼稚園型認定こども園きそ幼稚園〈新〉へ移行）[158]

### 東村山市
- 東村山むさしの幼稚園〈旧〉（2010年幼稚園型認定こども園東村山むさしの幼稚園〈新〉へ移行）[159]
- 秋津幼稚園〈旧〉（2017年認定子ども園秋津幼稚園〈新〉へ移行）[160]

### 国分寺市
- 国分寺幼稚園（2013年）
- むらさき幼稚園（2016年）

### 国立市
- 小百合幼稚園〈旧）（2016年幼保連携型認定こども園小百合幼稚園〈新〉へ移行）[161]

### 狛江市
- 狛江幼稚園（2001年）[162]
- 慶岸寺幼稚園（2015年）

### 東久留米市
- 滝山幼稚園（1995年）
- 前沢幼稚園〈旧〉（2017年東久留米こども園前沢幼稚園〈新〉へ移行）[163]
- 久留米幼稚園（2018年）[164]
- 緑ヶ丘幼稚園（2023年）[144]

### 多摩市
- 東京大谷幼稚園〈旧〉（2019年認定こども園東京大谷幼稚園〈新〉へ移行）[165]

### 稲城市
- 矢の口幼稚園〈旧〉（2009年認定こども園子どもの森矢の口幼稚園〈新〉へ移行）[166]

### 羽村市
- 多摩学院幼稚園〈旧〉（2009年認定こども園多摩学院幼稚園〈新〉へ移行）[167]
- 認定こども園多摩学院幼稚園（2023年）[144]

### 西東京市
- クリスト・ロア幼稚園(2013年）
- ひばりヶ丘幼稚園(2025年)[168]

### 西多摩郡
- 日の出幼稚園〈旧〉（2019年幼稚園型認定こども園日の出幼稚園〈新〉へ移行）[169]